# Série 1900 da CP

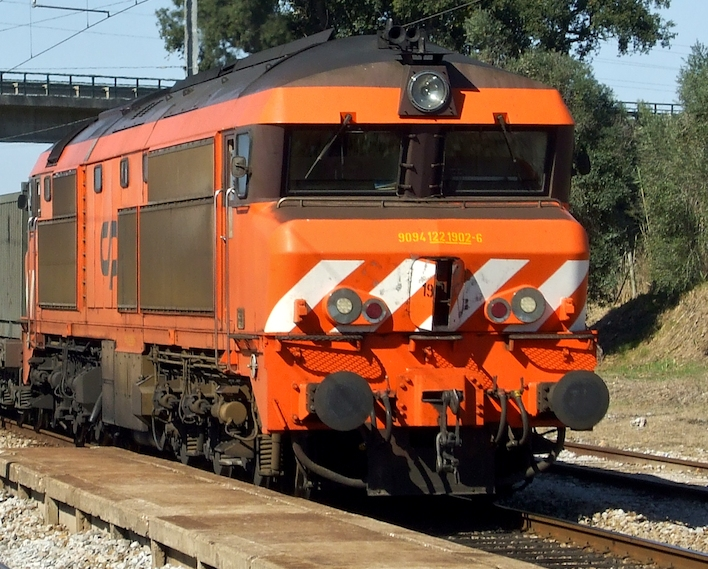
Locomotiva 1902, a rebocar uma composição de areia na Estação de Alcácer do Sal, em 2008.

A série 1900, igualmente identificada como Série 1901 a 1913, refere-se a um tipo de locomotiva diesel-eléctrica da operadora Caminhos de Ferro Portugueses e da sua sucessora, a empresa Comboios de Portugal. Entraram ao serviço em 1981. Das treze unidades recebidas pela Comboios de Portugal, oito foram vendidas para a Medway, três estão encostadas no Barreiro e duas foram demolidas em 2015.

## História

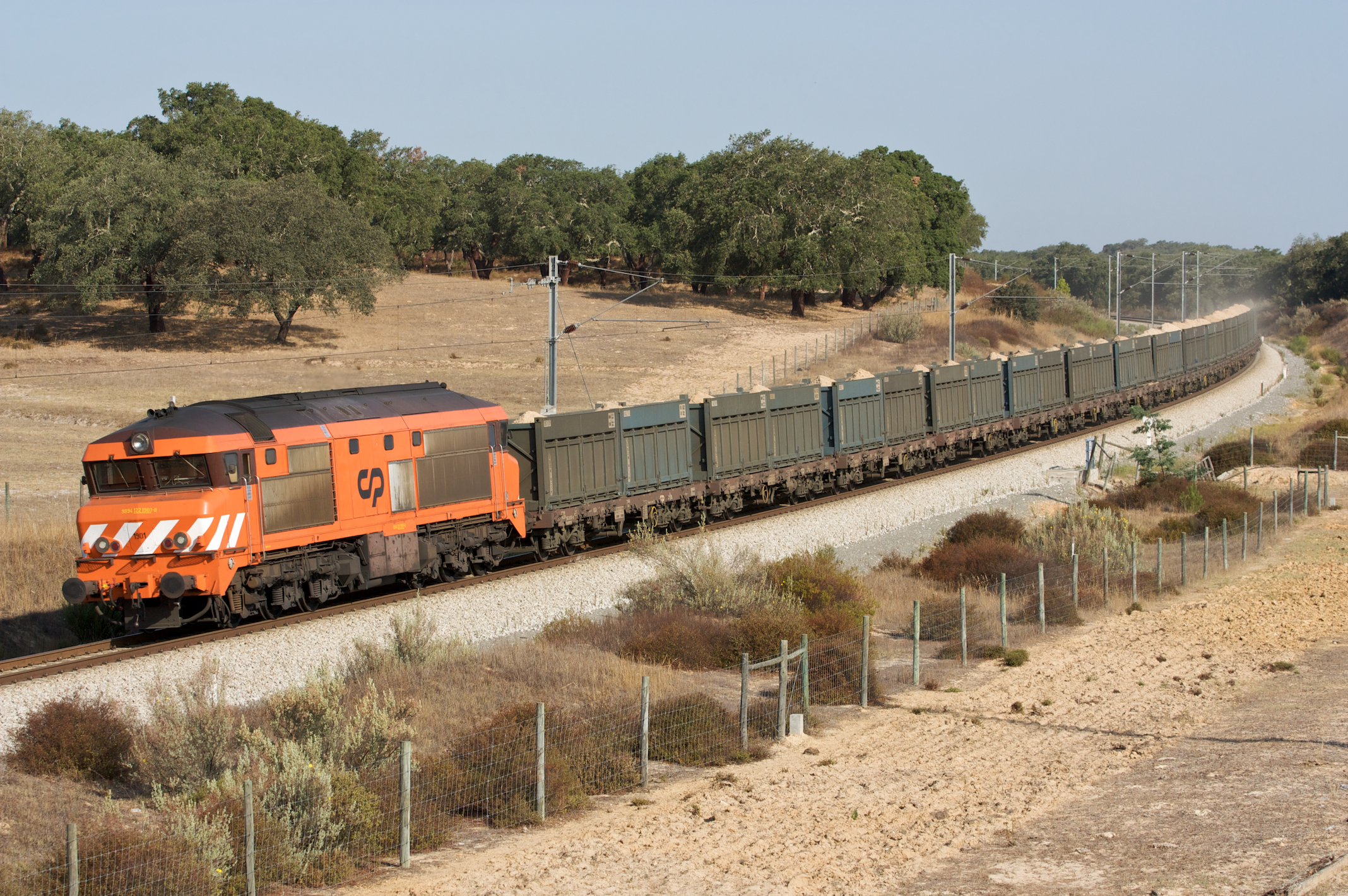
Locomotiva 1901 a rebocar uma composição de mercadorias junto à Estação de Canal Caveira, na Linha do Sul, em 2009.

A operadora Caminhos de Ferro Portugueses adquiriu as treze locomotivas desta série em 1979, originalmente apenas para rebocar as composições de transporte de óleo combustível desde a Refinaria de Sines até à Central termoeléctrica do Carregado. Com a sua grande potência e freio reostático, acreditava-se que poderiam rebocar mais facilmente as pesadas composições de mercadorias no Ramal de Sines, que apresenta um duro perfil longitudinal. Foram as primeiras locomotivas a gasóleo em Portugal a possuírem freios dinâmicos.
Uma vez que se planeava a utilização de comboios-bloco nestes serviços, as locomotivas foram, desde o princípio, equipadas com engates automáticos de garra, do tipo normalizado da Associação de Caminhos de Ferro Norte-Americanos. Esta série entrou ao serviço em 1981.
No entanto, após a aquisição desta série, o transporte de óleo combustível foi quase sempre assegurado por barcaças entre Sines e Carregado, tendo o caminho de ferro sido utilizado só esporadicamente. Este facto, aliado às Crises do petróleo e os efeitos económicos da independência das antigas colónias portuguesas, que reduziram os investimentos na Refinaria de Sines, tornaram as locomotivas desta série largamente excedentárias, pelo que algumas foram adaptadas com engates standard e destinadas a rebocar outras composições de mercadorias e de passageiros. Após a abertura do Ramal de Neves-Corvo, em 1991, também asseguraram os comboios de minério entre a Mina de Neves-Corvo e a Estação de Praias-Sado, e os comboios de areia do Vale do Guizo, na viagem de regresso. No ano seguinte, começaram a rebocar os comboios de carvão na Rota dos Granéis, entre o Porto de Sines e a Central Termoeléctrica do Pego, e após os lanços por onde passa este serviço terem sido totalmente electrificados, em 2002, estas locomotivas foram substituídas pela Série 5600. Também asseguraram a tracção de comboios bloco de vagões cisterna, para a Central Termoléctrica de Setúbal.

## Descrição

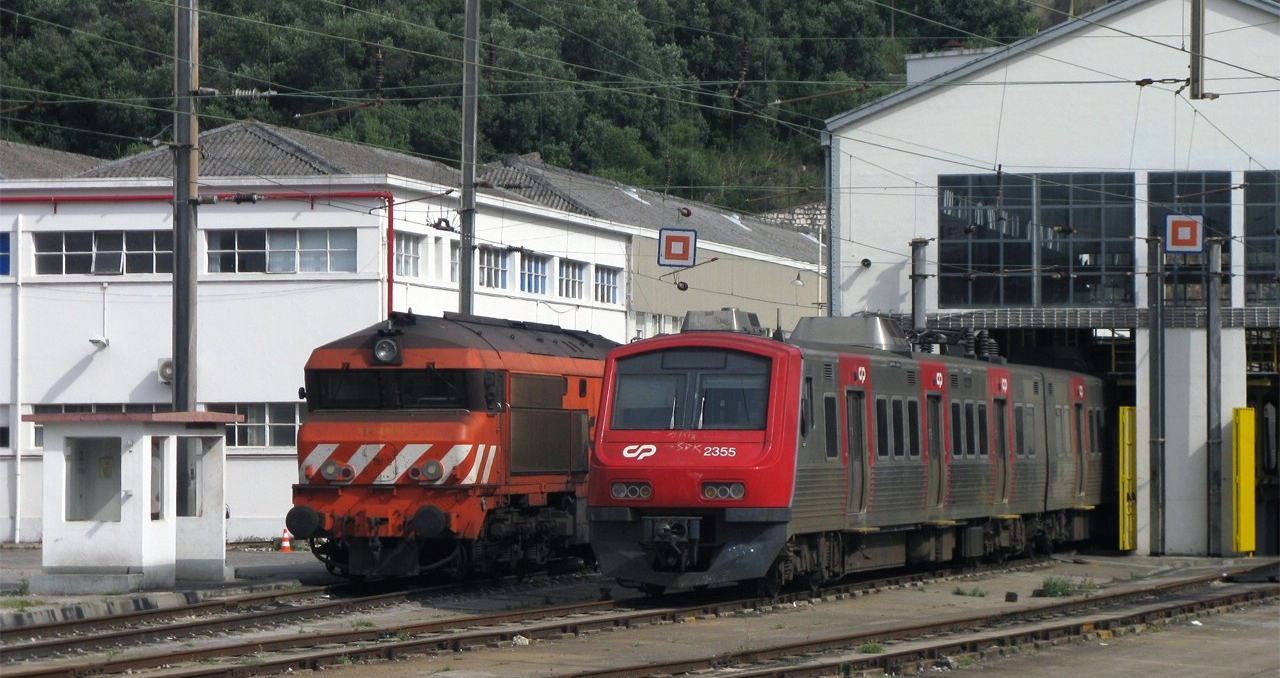
Locomotiva 1905, junto com a automotora 2355 nas oficinas de Campolide.

Esta série é composta por treze locomotivas a gasóleo, numeradas de 1901 a 1913. Podem alcançar uma velocidade máxima de 100 Km/h, e são capazes de circular em unidade dupla. Os rodados apresentam a disposição Co' Co', e os engates são do tipo Atlas-Alliance AAR - Tipo F. A transmissão é eléctrica, e os sistemas de frenagem são do tipo reostático. Apresentam uma potência de 1623 kW, e um esforço de tracção de 396 kN. Estão equipadas com engates automáticos Atlas-Alliance, do Tipo F da AAR.

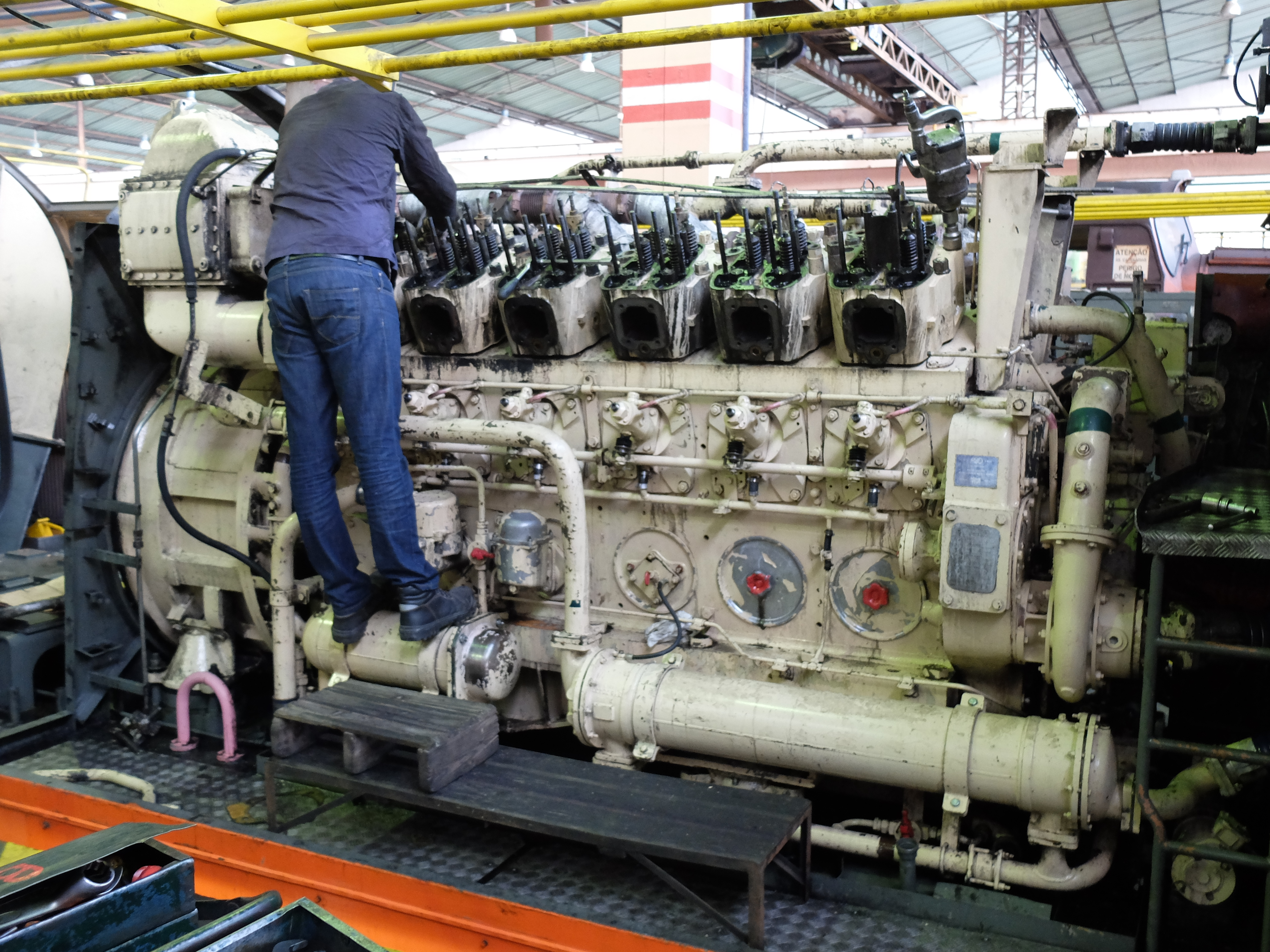
Manutenção do motor da locomotiva 1909, nas oficinas do Entroncamento.

Possuem uma caixa muito semelhante à das locomotivas da Série 72000 da operadora Société Nationale des Chemins de Fer Français, mas são diferentes das suas congéneres francesas nos bogies, que não são monomotores, e no motor a gasóleo, que é menos potente.

### Serviços
Além de vários serviços de mercadorias, também rebocaram comboios de passageiros como o serviço Sotavento, no qual substituíram, a partir de 1983, as locomotivas da Série 1800.
Atualmente, apenas circulam as locomotivas 1902, 1903 (Eva), 1904, 1905, 1907, 1909, 1911 e 1913, ao serviço da Medway.

## Ficha técnica
- Ano de Entrada ao Serviço: 1981[2][9]
- Número de unidades construídas: 13 (1901-1913)[2][9]
- Velocidade Máxima: 100 km/h[2][9]
- Disposição dos Rodados: Co' Co'[9]
- Tipo de engates Atlas-Alliance AAR - Tipo F[1]
- Transmissão (tipo): Eléctrica[2]
- Sistemas de travagem:
  - Tipo: Reostático[4]
- Potência: 1623 kW[9]
- Motor diesel:
  - Combustível: Gasóleo (diesel)[9]
- Esforço de tracção: 396 kN[9]

### Lista de material
| :  | qt. | estado                |
| -- | --- | --------------------- |
| ⏩︎ | 8   | vendidas, em Portugal |
| ⛛︎  | 3   | abatidas              |
| ✖︎  | 2   | demolidas             |
| 13 | 13  | (total)               |

| №    | :  | a           | observações |
| ---- | -- | ----------- | ----------- |
| 1901 | ⛛︎  | [ quando? ] | Barreiro    |
| 1902 | ⏩︎ | [ quando? ] | Medway      |
| 1903 | ⏩︎ | [ quando? ] | Medway: Eva |
| 1904 | ⏩︎ | [ quando? ] | Medway      |
| 1905 | ⏩︎ | [ quando? ] | Medway      |
| 1906 | ✖︎  | 2015        |             |
| 1907 | ⏩︎ | [ quando? ] | Medway      |
| 1908 | ⛛︎  | [ quando? ] | Barreiro    |
| 1909 | ⏩︎ | [ quando? ] | Medway      |
| 1910 | ✖︎  | 2015        |             |
| 1911 | ⏩︎ | [ quando? ] | Medway      |
| 1912 | ⛛︎  | [ quando? ] | Barreiro    |
| 1913 | ⏩︎ | [ quando? ] | Medway      |